# 隆盛镇 (北流市)
隆盛镇，是中华人民共和国广西壮族自治区玉林市北流市下辖的一个乡镇级行政单位。

## 行政区划
隆盛镇下辖以下地区：
隆盛圩社区、隆盛村、安平村、乡平村、深龙村、中和村、南禄村、平坡村、香圩村、龙溪村、三和里村、三和外村、隆湾村、秧道村、陈智村、西塘村和长信村。